# Жанакалинський сільський округ (Аркалицька міська адміністрація)
Жанакали́нський сільський округ (каз. Жаңақала ауылдық округі, рос. Жанакалинский сельский округ) — адміністративна одиниця у складі Аркалицької міської адміністрації Костанайської області Казахстану. Адміністративний центр та єдиний населений пункт — село Жанакала.
Населення — 300 осіб (2021; 411 у 2009, 588 у 1999, 916 у 1989).

## Історія
Станом на 1989 рік існувала Жанакалинська сільська рада (села Жайлауколь, Жанакала, Жолоба, Кайнар) Амангельдинського району. Станом на 1999 рік — Жанакалинська сільська адміністрація (село Жанакала) та Кайнарський сільський округ (села Жолоба, Кайнар). Пізніше Жанакалинський сільський округ увійшов до складу Аркалицької міської адміністрації.

## Склад
До складу округу входять такі населені пункти:
| Населений пункт  | Старі назви | Населення, осіб (1989) | Населення, осіб (1999) | Населення, осіб (2009) | Населення, осіб (2021) |
| ---------------- | ----------- | ---------------------- | ---------------------- | ---------------------- | ---------------------- |
| Жайлауколь, село | -           | 96                     | -                      | -                      | -                      |
| Жанакала, село   | -           | 820                    | 588                    | 402                    | 299                    |
| --Казибек, село  | -           | -                      | -                      | 9                      | 1                      |